# Korcs nőszirom
A korcs nőszirom vagy fátyolos nőszirom (Iris spuria) a nősziromfélék családjába tartozó, pusztulóban lévő védett, mérgező növényfaj.  A feltűnően szép virágú növény magyar neve arra utal, hogy a magház csúcsi része meddő.

## Leírása
30–80 cm magas, hasonlít a szibériai nősziromhoz. A levelek a szárnál jóval rövidebbek, keskenyek, 5–10 mm szélesek. A szár rendszerint több virágú, a buroklevél a felső levéllel együtt zöld. A lepel halványlila, liláskék, ibolyás erezetű, középen sárga sávval, nem szakállas, a magház csúcsa meddő, csőr alakú. A külső lepelcimpák körme hosszabb, mint a kerekded, csúcsi rész. Toktermése csőrös. Május-júniusban virágzik.

## Élőhelye
Láp- és mocsárréteken, enyhén szikes réteken fordul elő. Magyarországon többek közt a Hevesi Füves Puszták Tájvédelmi Körzet területén él.

## Források

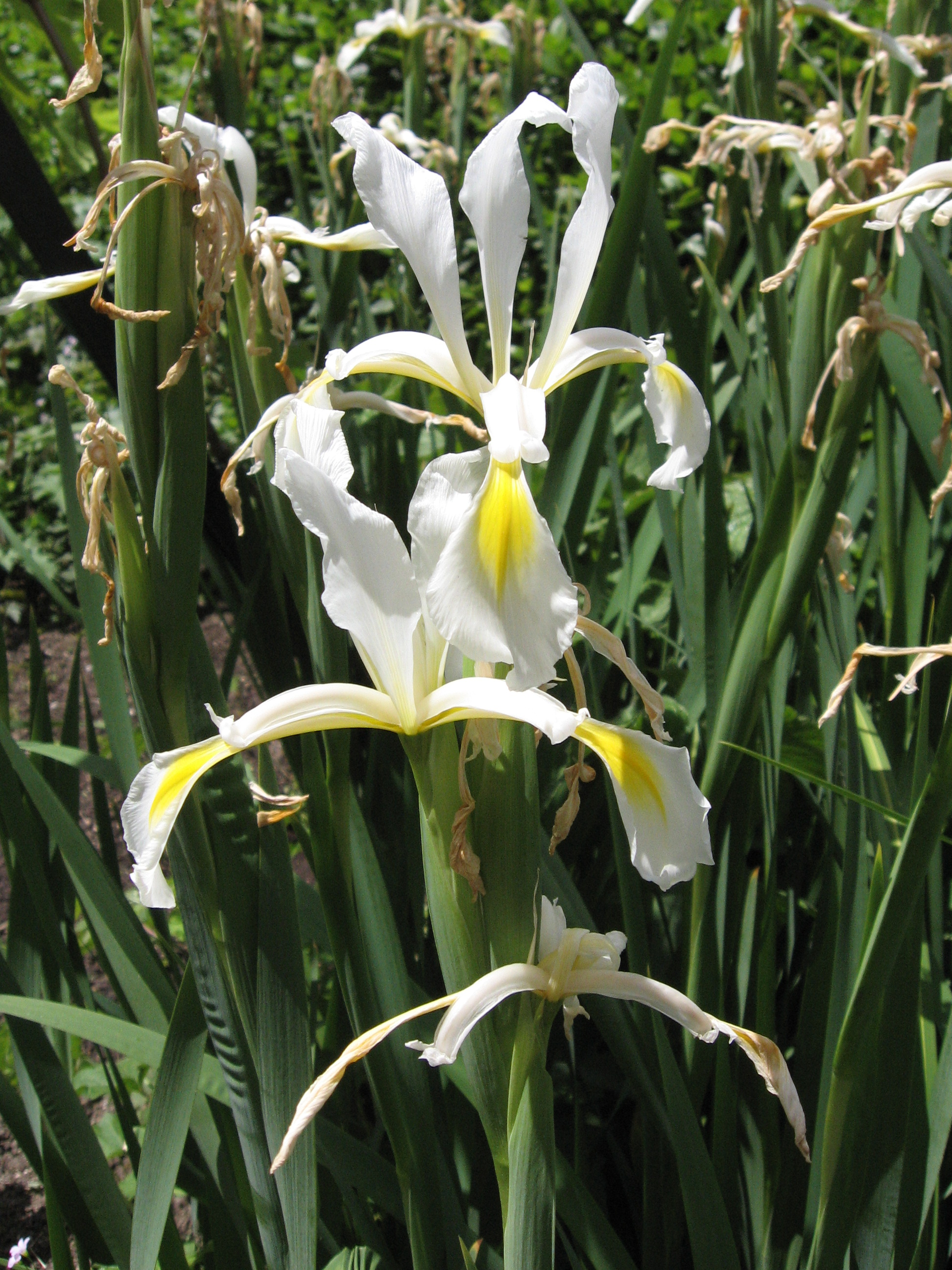
A korcs nőszirom kerti változata